# Vinícius Gomes
Vinícius Maciel Gomes (* 24. Januar 1992 in Ananindeua) ist ein brasilianischer Fußballspieler.

## Karriere
Gomes begann seine Karriere beim CR Flamengo in Rio de Janeiro. Im August 2010 wechselte er zum Coritiba FC. Nach kurzer Zeit beim Team schloss er sich noch im selben Monat dem Viertligisten Operário Ferroviário EC an. Für das Team spielte er insgesamt viermal in der Série D. Im Dezember 2011 wechselte er nach Malta zu den Pietà Hotspurs.
Im März 2012 wechselte er zum österreichischen Regionalligisten SC Bregenz. Für die Vorarlberger spielte er bis zum Ende der Saison 2011/12 zwölfmal in der Regionalliga und erzielte dabei neun Tore. In der Saison 2012/23 traf er bis zur Winterpause sechsmal in sieben Einsätzen. Im Januar 2013 wurde er an den Fünftligisten SC Göfis verliehen. Für Göfis kam er zu 13 Einsätzen in der Landesliga und machte dabei fünf Tore.
Zur Saison 2013/14 kehrte er wieder nach Bregenz zurück, wo sich das Team mittlerweile Schwarz-Weiß nannte. Nach einem Einsatz in der Westliga verließ er die Bregenzer im September 2013 erneut und wechselte in die Schweiz zum Viertligisten FC Wangen bei Olten. Für Wangen absolvierte er neun Partien in der 1. Liga. Im Januar 2014 kehrte der Angreifer abermals nach Bregenz zurück. Bis Saisonende gelangen ihm zehn Tore in 14 Einsätzen, mit Bregenz stieg er aber aus der Regionalliga ab. In der Vorarlbergliga kam er in der Saison 2014/15 zu 24 Einsätzen, mit SWB schaffte er den direkten Wiederaufstieg. In der Saison 2015/16 absolvierte er 29 Regionalligapartien, in denen er zwölfmal traf. Bregenz stieg er aber wiederum in die Vorarlbergliga ab. In der vierthöchsten Spielklasse machte er in der Saison 2016/17 dann 22 Partien.
Zur Saison 2017/18 schloss Gomes sich dem Ligakonkurrenten FC Lauterach an. In vier Jahren machte er für Lauterach 76 Spiele und erzielte dabei 34 Tore. Zur Saison 2021/22 wechselte der Offensivmann ein drittes Mal zu Schwarz-Weiß Bregenz. In der Saison 2021/22 absolvierte er 21 Spiele in der Eliteliga, in denen er fünfmal traf. In der Saison 2022/23 kam er zu 13 Einsätzen, mit Bregenz stieg er in die 2. Liga auf. Sein Debüt in der zweithöchsten Spielklasse gab er dann im Oktober 2023, als er am elften Spieltag der Saison 2023/24 gegen den SV Horn in der 65. Minute für Slobodan Mihajlovic eingewechselt wurde.
Dies blieb aber bis zur Winterpause sein einziger Zweitligaeinsatz. Im Januar 2024 wechselte er zum viertklassigen FC Hard.